# Баннелл (Флорида)
Баннелл (англ. Bunnell) — місто (англ. city) в США, в окрузі Флеглер штату Флорида. Населення — 3276 осіб (2020).

## Географія
Баннелл розташований за координатами 29°25′7″ пн. ш. 81°19′10″ зх. д. / 29.41861° пн. ш. 81.31944° зх. д. (29.418718, -81.319458). За даними Бюро перепису населення США в 2010 році місто мало площу 358,91 км², з яких 356,01 км² — суходіл та 2,91 км² — водойми.

## Демографія
Згідно з переписом 2010 року, у місті мешкало 2676 осіб у 1052 домогосподарствах у складі 591 родини. Густота населення становила 7 осіб/км². Було 1354 помешкання (4/км²).
Расовий склад населення:
| - 63,1 % — білих - 31,9 % — чорних або афроамериканців - 0,6 % — корінних американців - 0,3 % — азіатів - 1,1 % — осіб інших рас |

До двох чи більше рас належало 3,1 %. Частка іспаномовних становила 5,4 % від усіх жителів.
За віковим діапазоном населення розподілялося таким чином: 22,5 % — особи молодші 18 років, 57,8 % — особи у віці 18—64 років, 19,7 % — особи у віці 65 років та старші. Медіана віку мешканця становила 40,4 року. На 100 осіб жіночої статі у місті припадало 92,4 чоловіків; на 100 жінок у віці від 18 років та старших — 87,9 чоловіків також старших 18 років.
Середній дохід на одне домашнє господарство становив 42 196 доларів США (медіана — 31 316), а середній дохід на одну сім'ю — 50 013 долари (медіана — 40 950). За межею бідності перебувало 29,1 % осіб, у тому числі 44,8 % дітей у віці до 18 років та 13,1 % осіб у віці 65 років та старших.
Цивільне працевлаштоване населення становило 1020 осіб. Основні галузі зайнятості: освіта, охорона здоров'я та соціальна допомога — 21,1 %, мистецтво, розваги та відпочинок — 17,1 %, роздрібна торгівля — 12,5 %, науковці, спеціалісти, менеджери — 11,6 %.